# NGC 2358
NGC 2358 est un amas ouvert, situé dans la constellation du Grand Chien. Il a été découvert par l'astronome germano-britannique William Herschel en 1785.
NGC 2358 est à environ 630 pc (∼2 050 al) du système solaire et les dernières estimations donnent un âge de 525 millions d'années. La taille apparente de l'amas est de 8 minutes d'arc, ce qui, compte tenu de la distance, donne une taille réelle maximale d'environ 4,8 années-lumière.